# Fairer Handel

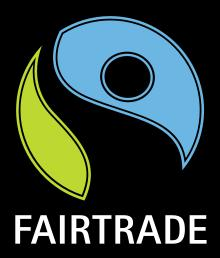
Das Siegel der Fairtrade International

Als Fairer Handel (englisch fair trade) wird ein kontrollierter Handel bezeichnet, bei dem die Erzeuger für ihre Produkte einen Mindestpreis erhalten, der von einer Fair-Trade-Organisation bestimmt wird. Damit soll den Produzenten auch bei niedrigeren Marktpreisen ein höheres und verlässlicheres Einkommen als im herkömmlichen Handel ermöglicht werden. Die Bemessung eines gerechten Preises ist ein kontrovers diskutiertes Thema der Wirtschaftsethik. Dazu wird bei dieser Handelsform außerdem versucht, langfristige „partnerschaftliche“ Beziehungen zwischen Händlern und Erzeugern aufzubauen. In der Produktion sollen außerdem internationale sowie von den Organisationen vorgeschriebene Umwelt- und Sozialstandards eingehalten werden.
Die sehr heterogene Fair-Trade-Bewegung konzentriert sich hauptsächlich auf Waren, die aus Entwicklungsländern in Industrieländer exportiert werden. Fairer Handel umfasst landwirtschaftliche Erzeugnisse ebenso wie Produkte des traditionellen Handwerks und der Industrie und weitet sich zusehends auf neue Bereiche wie den Tourismus unter der Bezeichnung „faires Reisen“ aus. Angeboten werden fair gehandelte Produkte in Naturkost- und Weltläden sowie in Supermärkten und in der Gastronomie.
Laut der Dachorganisation Fairtrade International nahmen im Jahr 2020 rund 1,9 Millionen landwirtschaftliche Betriebe an entsprechenden Programmen teil. Seit einigen Jahren rückt der „Fair chain“-Gedanke stärker in den Fokus, demzufolge es nicht nur um faire Preise, sondern auch um eine Verlagerung von Wertschöpfungsstufen in Schwellen- und Entwicklungsländer geht.

## Grundsätze

Fair gehandelte Produkte mit Transfair-Siegel

Der informelle Arbeitskreis FINE – bestehend aus den internationalen Dach- und Fachorganisationen des fairen Handels FLO, IFAT, News! und EFTA – einigte sich 2001 auf folgende Definition des Fairen Handels:
Fairer Handel ist eine Handelspartnerschaft, die auf Dialog, Transparenz und Respekt beruht und nach mehr Gerechtigkeit im internationalen Handel strebt. Durch bessere Handelsbedingungen und die Sicherung sozialer Rechte für benachteiligte Produzenten und Arbeiter – insbesondere in den Ländern des Südens – leistet der Faire Handel einen Beitrag zu nachhaltiger Entwicklung. Fairhandelsorganisationen (die von Verbrauchern unterstützt werden) sind aktiv damit beschäftigt, die Hersteller zu unterstützen, das Bewusstsein zu steigern und für Veränderungen bei den Regeln und dem Ausüben des konventionellen internationalen Handels zu kämpfen. Die strategische Absicht des fairen Handels besteht aus folgenden Punkten:
- Gezielt mit Herstellern und Arbeitern zusammenarbeiten, die an den Rand gedrängt wurden, um sie von einer sehr schwachen Position zu Sicherheit und Autarkie zu bewegen
- Hersteller und Arbeiter als Teilhaber innerhalb ihrer eigenen Organisationen stärken
- sich aktiv darum zu bemühen, eine größere Rolle in der globalen Arena zu spielen, um mehr Gerechtigkeit im internationalen Handel zu erreichen.[3]

Im Einzelnen unterstützen Befürworter des fairen Handels generell die folgenden Grundsätze:
- Chancen für wirtschaftlich benachteiligte Produzenten schaffen: Fairer Handel als Strategie zur Linderung von Armut und zur Förderung einer nachhaltigen Entwicklung soll Chancen für Hersteller schaffen, die wirtschaftlich benachteiligt oder vom bestehenden Handelssystem an den Rand gedrängt worden sind.
- Zahlung eines fairen Preises: Der Preis soll im Dialog zwischen den Handelspartnern festgelegt werden, unabhängig von den Schwankungen der Weltmarktpreise stets die Produktionskosten decken, die Existenz der Produzenten sichern sowie eine sozial gerechte und umweltverträgliche Produktion ermöglichen. Darüber hinaus wird oftmals eine Prämie bezahlt, mit der die Bauern oder Arbeiter gemeinschaftliche Projekte zur langfristigen Verbesserung ihrer Situation umsetzen können. Bei Bedarf werden Vorfinanzierungen gewährt.
- Sozialverträgliche Arbeitsbedingungen: Das Arbeitsumfeld muss sicher und gesundheitsverträglich sein. Ausbeutung, Kinder- und Sklavenarbeit ist verboten. Die Gewerkschaftsfreiheit muss gegeben sein.
- Gleichberechtigung von Frauen: Frauen werden für ihren Beitrag im Herstellungsprozess angemessen bezahlt und innerhalb ihrer Organisationen gestärkt.
- Aufbau von Kapazität und Know-how: Fairer Handel soll die Produzenten unabhängiger machen und sie befähigen, sich auf dem Markt zu behaupten.
- Transparenz und Verantwortung: Fairer Handel bedeutet transparente Geschäftsführung und kommerzielle Beziehungen, um fair und respektvoll mit Handelspartnern umzugehen.
- Umweltschutz: Ökologische Landwirtschaft ist nicht zwingend vorgeschrieben, wird jedoch gefördert. Bestimmte umweltschädigende Pestizide sind im Anbau untersagt.

Fairer Handel kann auch als eine Variante des Handels mit Markenartikeln gesehen werden, wobei der Mehrwert der Marke dadurch dargestellt wird, dass mit dem Mehrpreis, den der Verbraucher bezahlt, wirtschaftlich schwächeren Menschen geholfen werden soll. Anders als zum Beispiel bei Wohlfahrtsmarken soll diese Hilfe jedoch nicht unbeteiligten Dritten, sondern den Produzenten zugutekommen, sodass der Bezug zwischen Leistung und Einkommen gewahrt bleibt.
Das Konzept des Fairen Handels überschneidet sich mancherorts mit dem Genossenschaftsgedanken und denen von Mitarbeiterunternehmen, weswegen von weiteren Synergien zwischen Mitarbeiterbestimmung und Umsetzung der Ansprüche des Fairen Handels ausgegangen wird.

## Geschichte

### Anfänge
Die ersten Fair-Trade-Organisationen waren die im Jahr 1946 von nordamerikanischen Mennoniten und Brethren in Christ gegründeten Ten Thousand Villages (früher Self Help Crafts) und das 1949 von der Church of the Brethren gegründete Projekt SERRV International. Beide Organisationen entstanden im kirchlichen Umfeld. Ten Thousand Villages steht in Verbindung mit dem Mennonitischen Zentralkomitee. Die Produkte waren zu Beginn fast ausschließlich Handwerk, das von aus Jute hergestellten Gütern bis zu sogenannten Stickarbeiten reichte. Diese ersten Aktivitäten waren jedoch oft noch Bestandteil von Wohltätigkeitsprojekten und hatten noch keine welthandelspolitische Dimension. Der erste Fair-Trade-Shop wurde 1958 in den USA eröffnet.

### Soziale Bewegungen (1959 bis 1980)
Die europäische Fairhandelsbewegung entstand in den 1960er Jahren. Der Faire Handel wurde zu der damaligen Zeit oft als Zeichen gegen den Neoimperialismus betrachtet: Radikale Studenten begannen, internationale Konzerne dafür zu kritisieren, dass Geschäftsmodelle herauskamen, welche die Traditionen stark beeinträchtigen würden. Das weltweite Modell der freien Marktwirtschaft wurde während dieser Zeit zunehmend angegriffen und Ideale des Fairen Handels entwickelt, wonach der Preis mit den tatsächlichen Kosten direkt verbunden ist und alle Hersteller Anspruch auf fairen und gleichen Zugang zu den Märkten haben. Der Slogan dieser Zeit, „Trade not aid“ („Handel statt Hilfe“), gewann 1968 Anerkennung, als ihn die United Nations Conference on Trade and Development (UNCTAD) übernahm, um die Betonung auf die Etablierung der Fairhandelsbeziehungen mit den Entwicklungsländern zu legen.
Die Stiftung Steun voor Onderontwikkelde Streken (S.O.S., dt. „Unterstützung für unterentwickelte Regionen“) in den Niederlanden wurde im Jahr 1959 als erste sogenannte Alternative Handelsorganisation gegründet. Sie war nicht auf Gewinn ausgerichtet, sondern importierte Handwerksprodukte von nicht sehr wohlhabenden Ländern aus der südlichen Erdhalbkugel. 1967 begann diese Organisation mit dem Handel von Produkten aus der sogenannten Dritten Welt. Im April 1969 wurde im niederländischen Ort Breukelen der erste Weltladen eröffnet, der als Einzelhändler Produkte anbot, die in diesen „unterentwickelten Regionen“ hergestellt worden waren. Er wurde von Freiwilligen betrieben und war so erfolgreich, dass bald dutzende ähnlicher Läden in den Beneluxstaaten, der Bundesrepublik Deutschland und anderen westeuropäischen Ländern öffneten. Erwähnenswert bleibt aber, dass die Mehrheit der Produkte, die zu der Zeit in den Weltläden verkauft wurden, weiterhin aus dem Handwerk stammte. 1973 wurde in den Niederlanden der weltweit erste fair gehandelte Kaffee verkauft. Im selben Jahr startete auch in Deutschland der Verkauf von durch S.O.S. eingeführtem Kaffee – durch die action 365. 1980 wurde die Fairhandelsorganisation S.O.S. in S.O.S. Wereldhandel umbenannt.

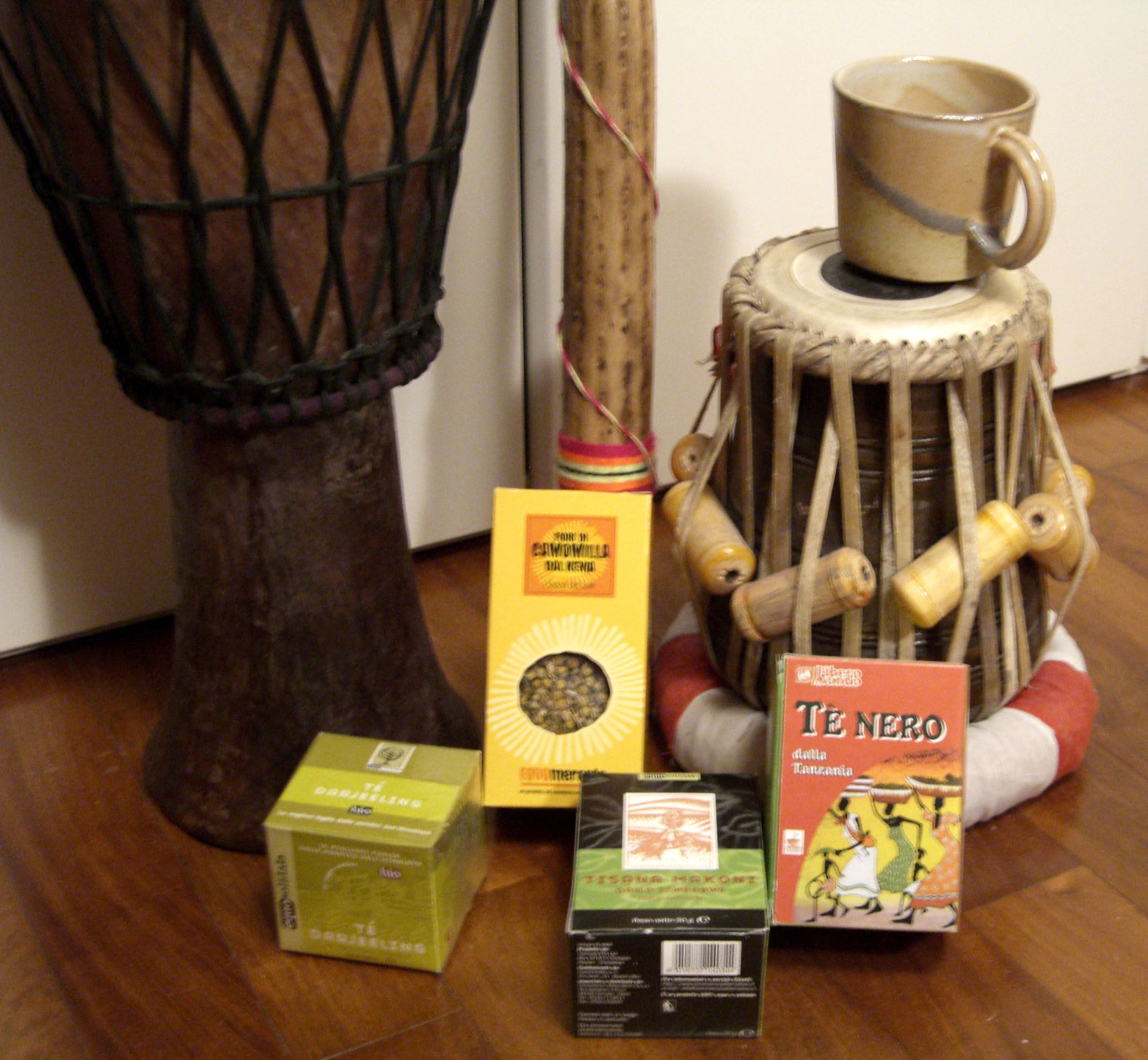
Produkte, die in Weltläden angeboten werden

Während der sechziger und siebziger Jahre arbeiteten wichtige Teile dieser Bewegung daran, Märkte für Produkte aus denjenigen Ländern zu finden, die aufgrund Menschenrechtsverletzungen und autoritärer Regierungsform von wichtigen Welthandelsprogrammen isoliert worden waren. So verkauften tausende Freiwilliger beispielsweise Kaffee aus Angola und Nicaragua in Weltläden, in Kirchen, bei sich daheim und bei Ständen auf öffentlichen Plätzen.

### Handwerk und Landwirtschaft (1980er Jahre)
In den frühen achtziger Jahren war das „Neue“ an den fair gehandelten Produkten immer mehr verloren gegangen, die Verkaufszahlen stagnierten und die Handwerksprodukte begannen, auf dem Markt altmodisch zu wirken. Da der Markt für Handwerksprodukte immer weiter zurückging, waren die Unterstützer des Fairen Handels dazu gezwungen, ihr Geschäftsmodell zu überdenken, und neue Lösungen für die andauernde Krise in dieser Branche zu finden.
Waren aus der Landwirtschaft bildeten dabei den Ersatz zum schwindenden Markt für Handwerksprodukte: Sie boten eine erneuerbare Einkommensquelle und waren leicht zu vermarkten, da jeder einzelne Verbraucher ein potentieller Kunde war. Die ersten landwirtschaftlichen Produkte, die im Fairen Handel verkauft worden waren, waren Kaffee und Tee, denen getrocknetes Obst, Kakao, Zucker, Fruchtsäfte, Reis, Gewürze und Nüsse schnell folgten.
1983 gab es insgesamt ungefähr 2.500 Aktionsgruppen im Fairen Handel, so zum Beispiel in der Schweiz die Bananenfrauen um die Aktivistien Ursula Brunner. Im November 1985 gab es etwa 350 Weltläden, 70 davon waren zu diesem Zeitpunkt in der AG3WL organisiert. 1986 waren in Deutschland ungefähr 400 Weltläden und etwa 4.000 Aktionsgruppen angesiedelt. Im Jahr 1988 wurde der Verein Dritte-Welt Partner Ravensburg gegründet, der heute Deutschlands drittgrößter Importeur fair gehandelter Produkte ist. Im selben Jahr wurde von der niederländischen Organisation Solidaridad das Max-Havelaar-Gütesiegel für Fairen Handel eingeführt.
1989 wurde die International Federation for Alternative Trade (IFAT) als Weltverband alternativer Importorganisationen gegründet, der 1998 etwa 100 Fair-Handelorganisationen angehörten, darunter in Deutschland Dritte-Welt Partner Ravensburg, El Puente, GEPA und TEAM. 1990 wurde die European Fair Trade Association (EFTA) als Zusammenschluss von elf alternativen Importorganisationen gegründet.

### Aufstieg des Fair-Trade-Siegels (erste Hälfte der 1990er Jahre)
Die Verkäufe aus dem Fairen Handel kamen jedoch erst richtig in Fahrt, als die ersten Initiativen für Fair-Trade-Siegel entstanden. Der Faire Handel hatte zwar durch ständig wachsende Verkaufszahlen Auftrieb bekommen, jedoch war er größtenteils auf kleinere Weltläden beschränkt, die sich in ganz Europa und in einem geringeren Ausmaß in Nordamerika verstreut befanden. Viele waren der Meinung, dass diese Läden viel zu sehr von Rhythmus und vom Lebensstil von zeitgenössischen und entwickelten Gesellschaften getrennt seien.
Eine Möglichkeit zur Erhöhung der Verkaufsmöglichkeiten lag darin, fair gehandelte Produkte in größere Kaufhausketten anzubieten. Das Problem, das hierbei entstand, war, dass die Verbreitung der Waren dahingehend erfolgen sollte, indem die Kunden den fair gehandelten Produkten und deren jeweiliger Herkunft bedingungslos vertrauen sollten. Nachdem es in der Folgezeit zu langen Debatten innerhalb der Kreise des Fairen Handels gekommen war, wurde 1988 durch die niederländische Organisation Solidaridad das erste Logo „Max Havelaar“ (s. o.) eingeführt. Dieses unabhängige Zertifikat machte es möglich, die Produkte außerhalb von Weltläden zu verkaufen und somit in den Mainstream zu gelangen, wodurch ein breiteres Spektrum an Kunden angesprochen werden konnte und die Verkaufszahlen des Fairen Handels daraufhin deutlich anstiegen. Die Logos unterschieden sich oft von Land zu Land. Während „Max Havelaar“ in Ländern wie Belgien, der Schweiz, Dänemark und Frankreich verwendet wurde, wurden in anderen Ländern wie Deutschland, Österreich und Italien die Produkte mit dem „Transfair“-Siegel ausgezeichnet, in Großbritannien und Irland setzte man auf das Siegel „Fairtrade Mark“.
Am 12. Juni 1992 wurde die Organisation TransFair International als Träger des europäischen Fair-Trade-Siegels von der EFTA und TransFair Deutschland in Göttingen gegründet. Im Frühsommer 1993 wurde UNICEF 27. Transfair-Mitglied. Das Network of European Worldshops (NEWS!, dt. „Netzwerk Europäischer Weltläden“) wurde beim Europäischen Weltladenkongress in Utrecht gegründet. Im Herbst 1994 meldete TransFair 33 Mitgliedsorganisationen, es kam der erste Tee mit TransFair-Siegel auf den Markt. Im Jahr 1994 wurden 5.000 Tonnen Rohkaffee unter TransFair-Bedingungen importiert.

### Zweite Hälfte der 1990er Jahre
Anfang 1996 wurden Schokolade (Kakao und Zucker) und Kakaoprodukte mit dem TransFair-Siegel eingeführt. Am 11. Mai 1996 fand, organisiert vom Network of European Worldshops, der erste Europäische Weltladentag unter dem Motto Africa in European World Shops – Frühstücke mit Afrika! statt.
Im April 1997 schlossen sich verschiedene internationale Siegelorganisationen zu der gemeinsamen Dachorganisation Fairtrade Labelling Organizations International (FLO) mit Sitz in Bonn zusammen. Im Mai 1997 hatte TransFair 37 Mitgliedsorganisationen. Vom 2. bis 6. Juni 1997 wurde der Weltgipfel des Fairen Kaffeehandels in Tutzing am Starnberger See durchgeführt. Am 6. Juni 1997 erschien die erste Ausgabe des von Misereor und BDKJ herausgegebenen, dreiwöchigen Informationsdienstes Welt & Handel – Infodienst für den Fairen Handel.
Im Sommer 1997 kamen Bonbons mit dem TransFair-Siegel auf den Markt. Am 5. Juli 1997 startete die Eilaktion der Kampagne für Saubere Kleidung zur Einforderung eines Sozialfonds für thailändische Näharbeiterinnen. Sie wandte sich an die Konzerne C&A, Karstadt, Metro, Neckermann, Otto und Quelle. Im Oktober 1997 starteten die GEPA und der Otto-Versand eine Kooperation. Verschiedene Handwerksprodukte der GEPA wurden auf zwei Seiten des Otto-Katalogs Schöner schenken angeboten. Vom 6. bis 12. Oktober 1997 wurde die Aktion Mehr recht als billig – FAIR gehandelte Bananen durchgeführt. Rund 130 Weltläden nehmen an den Bananenaktionstagen des BanaFair e. V. teil.
Am 17. Januar 1998 begab sich die Asiengruppe des Global March Against Child Labour in Manila auf den Weg nach Genf. Am 25. Februar 1998 startete die Amerikagruppe in Sao Paulo und am 21. März die Afrikagruppe in Kapstadt. Am 9. Mai selben Jahres fand der dritte Europäische Weltladentag unter dem Motto made in dignity – Produktionsbedingungen in der Bekleidungsbranche statt. In Rom wurde im selben Jahr die achte Europäische Weltladenkonferenz durchgeführt.
Am 8. Mai 1999 wurde der vierte Europäische Weltladentag durchgeführt. Dies war gleichzeitig der Start der dreijährigen Kampagne Land Macht Satt.

### Nach 2001

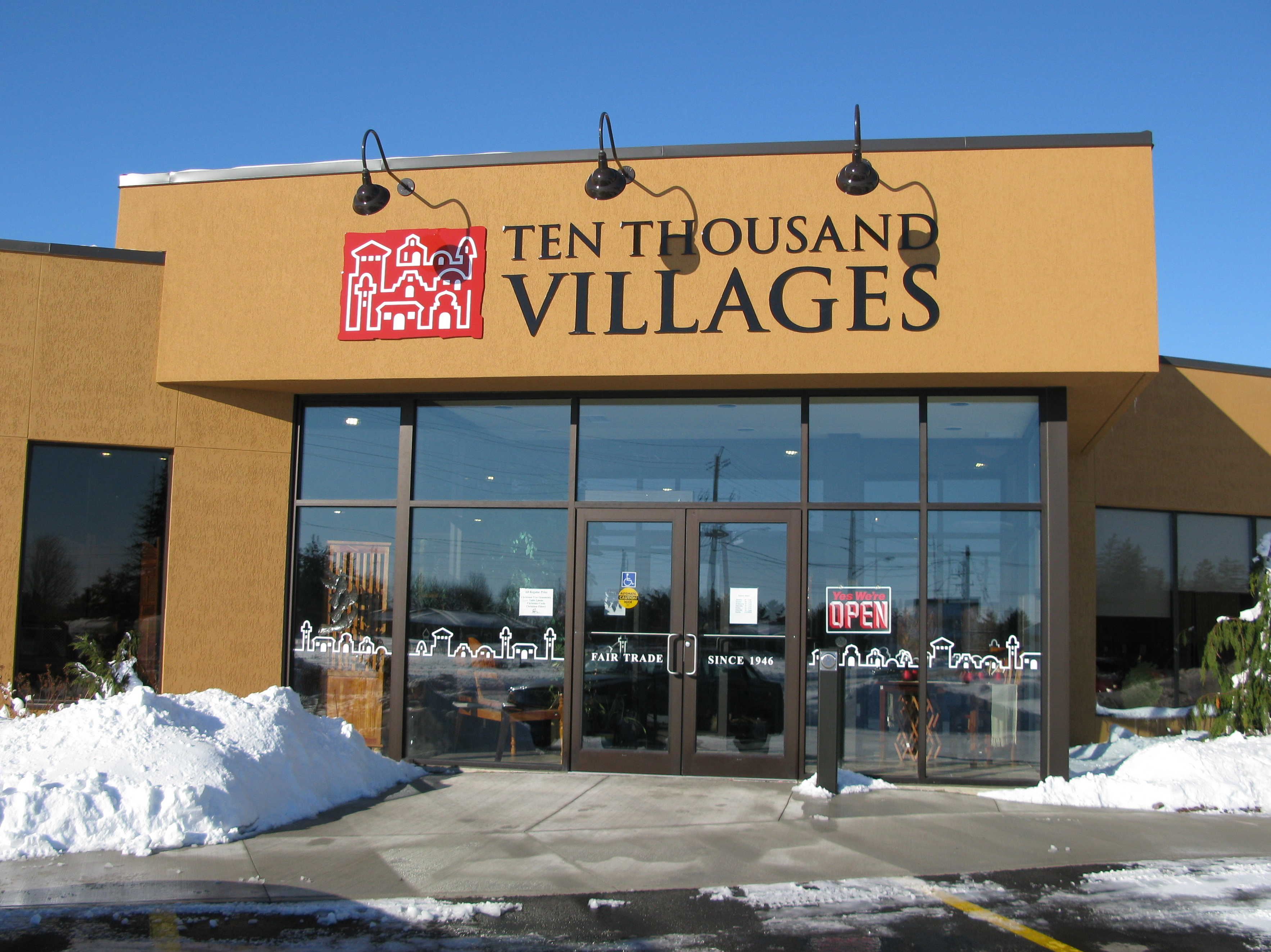
Ten Thousand Villages Store in New Hamburg in Ontario

2002 einigten sich 17 nationale Siegelorganisationen auf ein gemeinsames Logo, das künftig den internationalen Warenverkehr und die Öffentlichkeitsarbeit erleichtern soll. Darüber hinaus gab die Europäische Kommission bekannt, dass sie Fairen Handel unterstützen wolle. Auch die Weltbank hat eine positive Einstellung zum Fairen Handel. Nach dem Kommentar zu einer von ihr veröffentlichten Studie im Jahr 2003 kann fair gehandelter Kaffee Vorteile haben.
Das Jahr 2004 wurde von den Vereinten Nationen zum Reisjahr erklärt. In den Niederlanden wurde 2004 das 45-jährige Bestehen der Fair-Trade-Organisation gefeiert. Organisationen versuchten vermehrt, den Fairen Handel mit den wirtschaftlich schwächeren Partnern in das Regelwerk der WTO zu integrieren, was jedoch umstritten ist. Am 23. März 2004 fand eine europäische Konferenz zum Thema „Fairer Handel – Ein Beitrag für eine nachhaltige Entwicklung?“ im EU-Parlament in Brüssel statt, die federführend von EURO COOP, NEWS! und EFTA organisiert wurde. 2005 wurde die Organisation Fair Travel gegründet, die das Prinzip auf den Bereich des Tourismus überträgt.
2005 wurde von den Vereinten Nationen als Jahr der Mikrofinanzsysteme ausgerufen. Im Jahr 2006 startete die Nichtregierungsorganisation „Weed“ eine Initiative zum fairen Handel mit Computern. Mit dem Projekt „PC global“ sollen Missstände bei der Computerherstellung aufgedeckt werden.
FINE schätzte, dass der Verkauf von Produkten aus Fairem Handel, sowohl solchen mit Siegel als auch solchen ohne Siegel, etwa 260 Millionen Euro einbrachte. 2005 wurde die Summe auf 660 Millionen Euro geschätzt, was eine Steigerung um 154 % und eine stetige Erhöhung um etwa 20 % pro Jahr bedeutete. Auf ähnliche Weise entwickelte sich der Verkauf in Amerika und den Pazifikländern; dort erhöhten sich die Verkäufe von 291 Millionen im Jahr 2003 auf 376 Millionen im Jahr 2004.
Wichtige Fairhandelsimporteure sind heute BanaFair, Weltpartner eG, El Puente und die GEPA. Fairgehandelte Produkte werden in großem Stil unter anderem vom Body Shop, Hess Natur und Living Crafts vertrieben.
Das im Jahr 2013 gegründete Unternehmen Fairphone übertrug erstmals Fairtrade-Aspekte auf die Produktion von Smartphones. Einen ähnlichen Ansatz verfolgt die Firma Shiftphone, gegründet 2014.

## Praxis

### Bereiche des Fairen Handels
Traditionell befasst sich der Faire Handel mit landwirtschaftlichen Gütern, die aus Entwicklungsländern in Industrieländer exportiert werden. Das Zertifizierungssystem der FLO umfasst heute Kaffee, (Eis-)Tee, Bananen und weiteres frisches und getrocknetes Obst, Säfte, Kakao und Schokolade, (Rohr-)Zucker, Honig, Nüsse, pflanzliches Öl, Reis, Gewürze, Baumwollprodukte und Wein. Daneben werden, vorwiegend in Weltläden, Produkte des traditionellen Handwerks aus Fairem Handel angeboten. Für handgefertigte Teppiche existieren eigene Gütesiegel wie Rugmark, insbesondere seit die Problematik der Kinderarbeit in diesem Bereich durch Fälle wie Iqbal Masih bekannt geworden ist.
In jüngerer Zeit weitet sich der Faire Handel auf industrielle Produkte wie Bekleidung und Fußbälle aus, und es gibt Initiativen, die ihn auf Computer, auf Erdöl oder Diamanten (siehe auch: Blutdiamant) ausweiten wollen. Dies ist jedoch innerhalb der Fairhandelsbewegung umstritten. Auch im Tourismus wird Fairer Handel vermehrt zum Thema. Angesichts sinkender Milchpreise in Europa bestehen vereinzelt Ansätze, die „faire Preise“ für europäische Milchbauern garantieren sollen.

### Gütesiegel und Zertifizierung

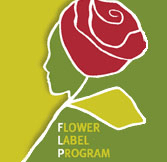
Das FLP-Gütesiegel

Gütesiegel oder Labels machen Produkte aus Fairem Handel für die Verbraucher als solche erkennbar. Die größte Organisation, die für die Zertifizierung von Produkten und Produzenten und die unabhängige Überprüfung der Einhaltung der Kriterien verantwortlich ist, ist die internationale Dachorganisation Fairtrade Labelling Organizations International (FLO). In ihr sind zahlreiche nationale Fairhandelsorganisationen zusammengeschlossen. Das FLO-Gütesiegel für Fairen Handel ist das international normierte Fair-Trade-Siegel. Nationale Siegelinitiativen sind Transfair in Deutschland, Fairtrade Österreich in Österreich und Max Havelaar in der Schweiz.
Neben diesen Hauptgütesiegeln bestehen einige weniger verbreitete Labels, die auf bestimmte Unternehmen/Organisationen, auf bestimmte Länder, Regionen oder Produkte beschränkt sind. Dazu zählen BanaFair e. V. für Bananen, Rugmark für Teppiche aus Indien oder das Flowerlabel, das vom Flower Label Program (FLP) vergeben wird. Das FLP arbeitet im Bereich der Zertifizierung von Blumenfarmen teilweise mit TransFair zusammen. Farmen, die nach dem Fairtrade-Standard zertifiziert sind, können auf der Basis dieser Prüfung auch die FLP-Mitgliedschaft beantragen. So werden Doppelprüfungen vermieden. Im Gegensatz zu TransFair kontrolliert das FLP nicht die gesamte Handelskette von Schnittblumen, sondern lediglich die sozial- und umweltverträgliche Produktion. FLP-Blumen werden nach dem Mechanismus von Angebot und Nachfrage auf dem internationalen Schnittblumenmarkt gehandelt. So besteht auch für Floristen die Möglichkeit, FLP-Blumen zu beziehen und diese in ihren Fachgeschäften anzubieten. Demgegenüber sind Blumensträuße mit dem Fair-Trade-Siegel in großen Supermarktketten erhältlich.
Neben den allgemeinen Kriterien – Einhaltung der Menschenrechte und der Konventionen der ILO bezüglich Gewerkschaftsfreiheit, Verbot von Kinderarbeit und Sklaverei in der Produktion, im Gegenzug Zahlung eines festgelegten „fairen“ Preises, der die Produktionskosten deckt und die Existenz der Produzenten sichert – sind für die einzelnen Produkte spezifische Kriterien festgelegt, insbesondere in Bezug auf den Anbau und die entsprechende Ökologie. Biologische Landwirtschaft ist bei den meisten Gütesiegeln nicht zwingend vorgeschrieben, obwohl bestimmte Pestizide untersagt sind.
1.210 Produzentenorganisationen arbeiteten 2013 weltweit nach den Standards des Fairen Handels.

### Fairer Handel und politische Inhalte
Teile der Fairhandelsbewegung verbinden den eigentlichen Handel mit politischen Inhalten, indem den Verbrauchern Hintergrundinformationen über die Situation in den Herkunftsländern der Produkte und über die Weltwirtschaft vermittelt werden. So kritisierte die Kampagne für den in Tansania verarbeiteten Ujamaa-Kaffee in der Schweiz in den 1970er Jahren die „Almosenmentalität“ der Entwicklungshilfe, und die Verkaufsaktionen für Jute-Taschen aus Bangladesch waren zugleich gegen eine für ökologisch bedenklich erachtete Konsum- und Wegwerfmentalität gerichtet.
Teils werden gezielt politische Bewegungen in den Herkunftsländern unterstützt. Am bekanntesten waren die Kampagnen für den sogenannten Nica-Kaffee und Nica-Bananen, mit deren Verkauf die Sandinisten in Nicaragua unterstützt wurden. Heute fördern verschiedene Initiativen beispielsweise den Verkauf von Kaffee zapatistischer Kooperativen in Chiapas (Süd-Mexiko).

### Fairer Handel in der freien Wirtschaft
Solange Fairer Handel ohne Zwangsmaßnahmen, Subventionen oder Zoll-Initiativen erfolgt, ist der Faire Handel voll kompatibel mit freier Marktwirtschaft. Fairer Handel unterliegt den gleichen Zöllen, Beschränkungen wie jeglicher andere Warenhandel, insbesondere der Import aus Nicht-EU-Ländern. Er setzt jedoch eine Bereitschaft der Kunden voraus, höhere Preise zu akzeptieren.
Ebenso wie jedes Handelsunternehmen müssen sich die Fair-Handels-Unternehmen auf dem oft stark umkämpften Markt behaupten. In Deutschland lag der Marktanteil von fair gehandeltem Kaffee 2017 bei 4,1 %. Entgegen der Tendenz des sinkenden Kaffeeverbrauchs vermag sich der Faire Handel jedoch zu behaupten. Die Umsatzzahlen steigen langsam an. Neben traditionellen Anbietern wie GEPA, El Puente, WeltPartner eG (ehemals dwp Ravensburg) oder claro fair trade bieten unterdessen Supermärkte und Einzelhandelsketten Waren mit Gütesiegeln für fairen Handel an, neben ihrem konventionellen Angebot.
Der Bremer Wirtschaftswissenschaftler Hans-Heinrich Bass erwartet, dass das Marktsegment fair gehandelter Ware weiter wachsen wird, da vom Verbraucher akzeptierte Qualitätssiegel zu einem sich selbst verstärkenden Wachstumsprozess führen würden: Wenn immer mehr Anbieter an dem wachsenden Marktsegment teilnehmen, werde die Menge und die Vielfalt des Angebotes zunehmen – es träten Skaleneffekte und Verbundeffekte (economies of scale and scope) auf. Dadurch würden wiederum mehr Nachfrager Waren aus diesem Segment kaufen – was wiederum mehr Anbieter auf den Plan rufe. Die Deutsche Gesellschaft für Internationale Zusammenarbeit sprach davon, dass ein „schlafender Riese“ erwacht sei.
Nachdem der Lebensmittelhändler Lidl ab Herbst 2018 in 40 % seiner deutschen Filialen ausschließlich Fair-Trade-Bananen verkauft hatte, kündigte er im Mai 2019 an, ab dem Sommer 2019 in den betroffenen Filialen wieder konventionell gehandelte Bananen zu verkaufen, nachdem der Preisunterschied von 10 bis 20 Cent pro Kilogramm zu den von Wettbewerbern angebotenen konventionell gehandelten Bananen zu spürbaren Umsatzrückgängen geführt hatte.

### Regionalisierung des Begriffs

„Fair“-Kennzeichen für Milch mit nationalem Bezug

Eine junge Tendenz ist die Anwendung auch auf regionale Produkte abseits des Dritte-Welt-Handels. In Mitteleuropa wurde das besonders in der Diskussion um den Verfall des Milchpreises verwendet, um heimischen Kleinbauern wirtschaftliches Arbeiten zu ermöglichen. Eine Organisation in diesem Sinne war die österreichische Bauerngenossenschaft A faire Milch (2006–2020) oder ist europaweit Die faire Milch (ab 2010).

### Studien über die Auswirkungen des fairen Handels
Zwei Analysen aus den Jahren 2008 und 2009, die zahlreiche Studien über den Fairen Handel ausgewertet haben, kommen zu dem Schluss, dass der Faire Handel einen bedeutenden Entwicklungsbeitrag leiste und meist das Leben der an der Produktion beteiligten Menschen und Familien verbessere. So hätten viele Studien ergeben, dass der Faire Handel Selbstvertrauen, Würde und Soziales Kapital der Bauern fördere, wobei dies nur schwer erfassbar ist. Die meisten Studien lassen den Schluss besserer wirtschaftlicher Umstände zu, wenn auch nicht immer eindeutig in einem zur Deckung der Grundbedürfnisse ausreichenden Maß. Besonders hervorgehoben werden höhere wirtschaftliche Stabilität und besserer Zugang zu Krediten. Fairer Handel korreliere signifikant mit verbesserter Gesundheit, höherem Nahrungsmittelverbrauch und häufigerem Schulbesuch. Er fördere stabile, langlebige Institutionen, verbessere den Marktzugang und führe zu diversifizierterer Produktion. Allerdings hänge der Grad des Erfolgs oft von den Umständen ab. So bringe der Faire Handel mit stärker entwickelten Ländern kaum noch ökonomische, sondern eher institutionelle Vorteile für die Produzenten. Kaum erforscht sei, inwieweit Fairer Handel Umweltverbesserungen bewirke. Am wenigsten habe der Faire Handel zu dem häufig geäußerten Ziel einer besseren Geschlechtergerechtigkeit beigetragen. Der Faire Handel allein könne komplexe Probleme marginalisierter Regionen nicht lösen, sondern sollte als Teil einer differenzierten Entwicklungsstrategie gesehen werden. Die Studienlage wird allerdings als unbefriedigend eingeschätzt bzw. nicht thematisiert. Beispielhaft werden im Folgenden vier Studien näher ausgeführt.
2002 befasste sich Loraine Ronchi von der Poverty Research Unit an der Universität Sussex mit den Auswirkungen des Fairen Handels auf die Coocafe-Genossenschaft in Costa Rica. Sie fand heraus, dass der Faire Handel die Herstellerorganisationen stärkte und schloss, dass „man mit Rückblick auf die Kaffeekrise der frühen neunziger Jahre sagen kann, dass der faire Handel seine Ziele erreicht hat, die Einnahmen kleiner Hersteller zu verbessern und sich auf ihre Lebensqualität sowie auf das Wohlergehen der Organisationen, die sie auf lokaler, nationaler und der darüber hinausgehenden Ebene repräsentieren, positiv auszuwirken.“.
Im Jahr 2003 befasste sich die Forschungsgruppe für Fairen Handel der Colorado State University in sieben Fallstudien mit Kaffeeherstellern aus Lateinamerika (UCIRI, CEPCO, Majomut, Las Colinas & El Sincuyo La Selva, Tzotzilotic und La Voz), die sich dem Fairen Handel verpflichtet haben. Sie kam zu dem Schluss, dass der Faire Handel „innerhalb einer kurzen Zeit das Wohlbefinden der kleineren Kaffeebauern und ihrer Familien verbessert hat“. Insbesondere fanden diese verschiedenen Fallstudien heraus, dass diese bei Fairem Handel einen größeren Zugang zu Krediten erreicht hätten. Ebenso wurde in den Studien beschrieben, dass diese Hersteller im Vergleich zu gewöhnlichen Kaffeeproduzenten einen leichteren Zugang zur Ausbildung hätten. Außerdem sollen Familien eher intakt sein und Kinder einen besseren Zugang zur Bildung haben als Kinder aus Familien, die konventionellen Kaffee herstellen.
Eine Fallstudie von Nicolas Eberhart (2005) für die französische NGO Agronomes et Vétérinaires sans frontières zur Herstellern von Fair-Trade-Kaffee aus Bolivien besagt, dass die Zertifizierung des Fairen Handels positive Auswirkungen auf den Kaffeepreis in der Region Yungas hatte, wovon alle Kaffeehersteller wirtschaftlich profitierten, egal ob sie ausgezeichnet worden waren oder nicht. Ebenso soll der Faire Handel die Herstellerorganisationen gestärkt und ihren politischen Einfluss erhöht haben.
2007 haben Sandra Imhof und Andrew Lee im Auftrag des seco (das schweizerische Staatssekretariat für Wirtschaft) eine Studie zur Wirkung des Fairen Handels in Bolivien durchgeführt. Das Ziel der Studie war es, die Auswirkung des Fairen Handels auf die Armutsreduktion der kleinen Kaffeebauern (sowohl diejenigen, die unter Fairtrade-Bedingungen produzieren wie diejenigen, die unter herkömmlichen Bedingungen produzieren) wie auf die Konfliktprävention zu untersuchen. Die Autoren kamen zu den folgenden Schlüssen: (1) Fairer Handel kann horizontale Ungleichheiten potenziell reduzieren und könnte somit einen positiven Effekt auf Konfliktprävention haben. (2) Fairer Handel fördert „capacity building“, was zu Armutsreduktion führt. (3) Erzeugt Fairer Handel kompetitive Effekte im lokalen Markt, könnte Armut auch bei den herkömmlichen Produzenten reduziert werden. (4) Durch die Auswirkungen auf den Massenmarkt könnte der faire Handel Armut indirekt reduziert haben. Allerdings betonen die Autoren, dass diese vier Hypothesen in anderen Markt- und Konfliktsituationen weiter getestet werden müssten, um präzisere Aussagen über die Auswirkung des fairen Handels machen zu können.
Fairtrade setzte bei nicaraguanischen Bauern um, dass diese ihre Produktion auf organischen Kaffee umstellen, was zu einem höheren Preis, aber niedrigerem Einkommen der Bauern aufgrund höherer Kosten und niedrigerer Erträge führte.

### Haltung der Politik zum Fairen Handel

#### Europäische Politik
Im Juni 2006 legte der Europaabgeordnete der Grünen, Frithjof Schmidt, dem Entwicklungsausschuss den Bericht Fairer Handel und Entwicklung vor.
Der Bericht hebt hervor, dass die Verkaufssteigerungen im Fairen Handel größtenteils bei mit einem Gütesiegel gekennzeichneten Produkten erreicht wurden und dass in den meisten europäischen Ländern Initiativen für die Kennzeichnung entwickelt wurden. Dem Bericht folgte eine Resolution, die die Europäische Kommission dazu drängte, eine Empfehlung für den Fairen Handel abzugeben, und sie aufforderte, den Fairen Handel zu fördern. Der Bericht enthält auch eine Reihe von Mindestkriterien, die ein Produkt erfüllen sollte, um mit dem Fairen Handel in Einklang zu stehen.
Die Resolution wurde am 6. Juli 2006 angenommen.

#### Weltbank
Die Weltbank hat gegenüber dem Fairen Handel eine positive Haltung. Laut ihrer Studie zu nachhaltigen Kaffeemärkten aus dem Jahr 2003 kann nachhaltig produzierter Kaffee (sowohl aus Fairem Handel als auch aus ökologischer Landwirtschaft) „Vorteile wie einen verbesserten Umgang mit natürlichen Ressourcen mit sich bringen; in der Herstellung werden weniger landwirtschaftliche Chemikalien benötigt, was Kosten und Gesundheitsrisiken senkt. Außerdem steigt der Gebrauch ländlicher Arbeit, wodurch mehr Arbeit für diejenigen da ist, die dringend eine benötigen“.

## Kritik
Wydick kritisierte:
- Den geringeren Anteil der Bauern an der Wertschöpfung und die Funktionsweise des Fairen Handels allgemein
- Die Zertifizierung sei für die Kleinbauern extrem teuer
- Die Produktions-Auflagen verringerten die Erträge
- Den ärmsten der Bauern werde überhaupt nicht geholfen
- Die ärmsten Länder seien am wenigsten beteiligt
- Die sozialen Investitionen der Organisationen seien intransparent
- Direkter Handel mit den Erzeugern sei effektiver und nachhaltiger
- Hauptursache der Armut sei der Preisverfall durch Überproduktion, höhere Erträge über Fairtrade stimulieren die Produktion weiter
- Ursache der Armut in der Dritten Welt sei nicht die Bezahlung der Bauern, sondern die politischen und sozialen Verhältnisse dieser Länder
- Unter den 16 besten Methoden der Armutsbekämpfung sei der faire Handel der vorletzte hinsichtlich der Effizienz der Kosten.

### Unklare Definition
Grundsätzlich wird am Fairen Handel die fehlende, eindeutige Definition kritisiert. Die Anzahl diverser Definitionen des „Fairen Handels“ ist fast genauso groß wie die Anzahl der unterschiedlichen „Fair-Trade“-Gütesiegel, die auf verschiedenste Produkte aufgebracht werden. Zudem gibt es keinen gesetzlich verbindlichen Standard; jede Organisation definiert ihre Kriterien selbst. Je nach Siegel gibt es unterschiedliche Kriterienkataloge, Überprüfungsverfahren und -zyklen. „Fairer Handel“ ist demnach vor allem Definitionssache.

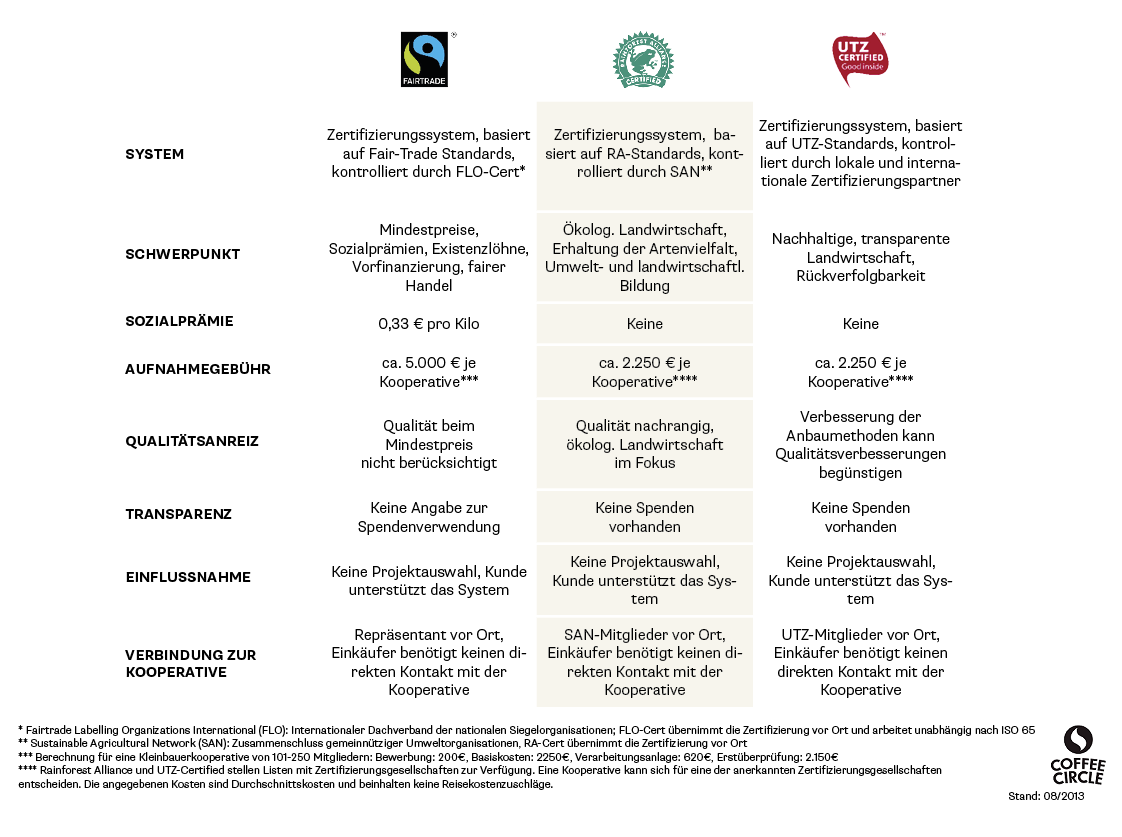
Ausgewählte „Fair-Trade“-Systeme im Vergleich

### Mangelnde Transparenz der Preise
Ein Kritikpunkt am Fairen Handel ist die oft fehlende Transparenz der Preiszusammensetzung von Produkten des Fairen Handels: Für den Verbraucher ist oft nicht genau nachzuvollziehen, wer in der Wertschöpfungskette welchen Anteil an den Mehrpreisen erhält. Die Preisdifferenz fair gehandelter Produkte im Vergleich zu konventionell gehandelten sei deutlich höher als der Mehrbetrag, den die Produzenten erhalten – der übrige Teil werde teils von Einzelhändlern abgeschöpft, teils mit den Verwaltungs- und Kontrollkosten der Organisationen erklärt, was jedoch von außen schwer nachzuprüfen sei. Diesbezüglich wurde auf hohe Gewinnmargen des Handels hingewiesen. Von dem Mehrpreis für Fairtrade-Produkte gegenüber vergleichbaren Produkten, die nicht aus fairem Handel stammen, kommt meist nur ein Teil den Produzenten zugute, andere Glieder der Wertschöpfungskette können ebenfalls deutlich profitieren. Nach Untersuchungen des Ökonomen Bruce Wydick gab der durchschnittliche US-Kaffeekonsument 50 Cent mehr für eine Tasse Fairtrade-Kaffee aus. „Doch selbst im best-case-scenario für Fairtrade, bei niedrigen Weltmarktpreisen, bekam der Kaffee-Bauer gerade einmal einen Drittel-Cent davon ab.“
Auch wird die Struktur der Wertschöpfungsketten von Süd nach Nord kaum berührt. Das Label „aus Fairem Handel“ sei vor allem ein Instrument der Preisdifferenzierung, so dass der Preis nicht die marginalen Kosten und den Zusatzgewinn für die Produzenten widerspiegele. Costa Coffee bot eine Tasse Kaffee aus Fairem Handel für 10 Pence teurer an als konventionell gehandelten Kaffee. Dadurch würde dem Kunden suggeriert, der Preisunterschied würde den Kaffeebauern zugutekommen, hingegen betrage das tatsächliche Zusatzeinkommen lediglich einen halben Penny pro Tasse. Dies liege vor allem an dem geringen Anteil der Kaffeebohnen an den Kosten einer Tasse Kaffee. Neuneinhalb Pence pro Tasse gingen so möglicherweise an Costa Coffee. Nachdem Costa Coffee darauf angesprochen wurde, begann das Unternehmen Ende 2004, Kaffee aus fairem Handel ohne Aufpreis anzubieten.

### Zertifizierungskosten und Auswirkungen auf nicht-fairen Handel
Es wird kritisiert, dass Produzenten für den Erhalt des Gütesiegels zum Teil hohe Preise zahlen müssten; die Fragmentierung des Marktes würde befördert, was zu einem Sinken des Lohnniveaus in der nicht-fairen Handelskette führen könne.
Auch der soziale Effekt soll im Vergleich mit anderen Betrieben nicht vorhanden oder für sich genommen ineffizient sein.
Ein weiterer Systemfehler liegt nach Colleen Haight von der San Jose State University darin, dass Fairtrade nicht die gesamte Ware eines Bauern abnimmt, sodass dieser versucht sei, die bessere Ware frei zu verkaufen, und an Fairtrade nur die quotierte Ware zu minderer Qualität abzugeben.

### Aufhebung von Marktmechanismen
Aus ökonomischer Sicht wird kritisiert, dass der Preis nicht mehr vollständig durch Preisbildungsmechanismen gesteuert wird, sondern von Organisationen teilweise festgesetzt wird.

#### Willkür, Korruption und Ineffizienz
Da ein gerechter Preis nicht objektiv feststellbar sei, sei der festgesetzte Preis willkürlich. Weiterhin bestehe die Gefahr von Korruption und Ineffizienz, weil der Erfolg der Produzenten nicht länger von ihrer Produktivität, sondern von der Mitgliedschaft in einer fairhandelszertifizierten Organisation abhängt.

#### Anreiz zur Überproduktion
Besonders im Zusammenhang mit dem zeitweiligen, wesentlich durch Überproduktion verursachten Sinken der Kaffeepreise (Kaffeekrise) wurde verschiedentlich die Kritik geäußert, dass die vom fairen Handel garantierten höheren Preise die Bauern zur Steigerung ihrer Produktionsmenge ermuntern und damit das Problem der Überproduktion vergrößert werde. Kaffeebauern seien vor allem deswegen arm, weil zu viel Kaffee produziert werde, was durch Fairhandelspreise nicht noch weiter ermutigt werden solle.

#### Innovationsfeindlichkeit
Der Faire Handel ist laut Paul Collier ein Instrument der Wohltätigkeit, das Bauern einen Anreiz setze, ihre armutsfördernde Produktion fortzusetzen. Die Bewegung reflektiere ein antimodernes Idyll, da die Farmen klein und familienbetrieben sein müssen und moderne Agrartechnologien wie Mechanisierung, Skalenerträge, Pflanzenschutzmittel und Gentechnik vernachlässigt und sogar aktiv vermieden werden.
Andererseits wird die Industrialisierung der Landwirtschaft auch in Europa kritisch gesehen und die Bedeutung kleiner und familienbetriebener Bauernhöfe hervorgehoben für die Selbstbestimmung der Familien und den Erhalt der kulturellen Traditionen und der Natur. So stellte der Präsident des Deutschen Bauernverbandes (DBV), Joachim Rukwied, auf dem Symposium des Bundeslandwirtschaftsministeriums zu Perspektiven für bäuerliche Familienbetriebe fest: „Die bäuerlichen Unternehmerfamilien sind eine der tragenden Säulen für die wirtschaftliche, soziale und kulturelle Entwicklung des ländlichen Raumes“.

#### Fehlende Anreize zur Qualitätssteigerung
Die Garantie von Mindestabnahmepreisen ist Anreiz für die Kaffeebauern, nur solche Bohnen als Fairtrade zertifizieren zu lassen, die wegen mangelnder Qualität auf dem Weltmarkt nicht oberhalb des Fairtrade-Preises abgesetzt werden können. Ein Aufschlag für besonders hochwertige Bohnen wird nicht gezahlt, so dass diese bevorzugt unzertifiziert verkauft werden.

### Fairer Handel vs. Freihandel
Auch wird der Begriff „Fairer Handel“ als solcher kritisiert. Ihm sei „ein gewisses Potenzial zur Vorurteilsbildung (oder -bekräftigung) … nicht abzusprechen“, da er impliziert, jeder andere Handel sei unfair. Auf diese Weise würden nicht nur Hersteller, die nicht fairhandelszertifiziert sind, benachteiligt und geschädigt, sondern auch Händler, die keine Fairtrade-Artikel führen. Die (Agrar-)Märkte der Industrieländer, die in vielen Fällen durch hohe Zollbarrieren vor Konkurrenz geschützt sind, sollten nach Ansicht mancher besser für alle Produzenten aus Entwicklungsländern geöffnet werden, anstatt durch Instrumente wie den Fairen Handel wenigen Produzenten einen privilegierten Zugang zu gewähren. Auch gibt es Stimmen, die die vom Fairen Handel verlangten Umwelt- und Sozialstandards als Diskriminierung der Entwicklungsländer im Handel und als verkappten Protektionismus ansehen.
Eine von manchen Befürwortern des Fairen Handels – insbesondere von Vertretern des „Alternativen Handels“ – geäußerte Kritik besagt, dass der Faire Handel durch die zunehmende Ausrichtung auf Massenmärkte und die Zusammenarbeit mit großen Konzernen Gefahr laufe, sich von seinen ursprünglichen Zielen und Idealen zu entfernen. Innerhalb der Fairhandelsbewegung gibt es unterschiedliche Ansichten darüber, ob der faire Handel auf möglichst hohe Marktanteile und Umsätze abzielen oder sich auf eine kleine, jedoch effektive Marktnische beschränken sollte. Die internationale Clean-Clothes-Kampagne etwa setzt nicht darauf, einzelne Produkte mit Gütesiegeln zu kennzeichnen, sondern möchte die Einhaltung fairer Arbeitsbedingungen in der gesamten Bekleidungsindustrie erreichen.

### Fairer Handel vs. Ökologie
Die Autorin Sina Trinkwalder nannte in ihrem Buch Fairarscht ein Beispiel für ein fragwürdig produziertes „faires“ Produkt, einen Pfefferminztee, den der deutsche Entwicklungsminister, Gerd Müller, auf einer Vorlesung getrunken hat, um ihn als ein erfolgreiches Produkt des fairen Handels zu nennen. Dieser Pfefferminztee stamme aus einem „fairen“ Betrieb aus Ägypten, der für gute Arbeitsbedingungen sorgen solle. Die Autorin kritisiert den Anbau in Ägypten, da Pfefferminze in Deutschland und anderen deutschsprachigen Staaten „an jeder Ecke wächst“. Außerdem würden für den Anbau in Ägypten große Wassermengen benötigt, die dortigen Anbaubedingungen seien darüber hinaus fragwürdig, weil die Pfefferminze importiert werden müsse, wobei der Transport weitere Treibhausgase freisetze.